# Cantón de Beauvoir-sur-Mer
El cantón de Beauvoir-sur-Mer era una división administrativa francesa, que estaba situada en el departamento de Vandea y la región de Países del Loira.

## Composición
El cantón estaba formado por cuatro comunas:
- Beauvoir-sur-Mer
- Bouin
- Saint-Gervais
- Saint-Urbain

## Supresión del cantón de Beauvoir-sur-Mer
En aplicación del Decreto n.º 2014-169 de 17 de febrero de 2014, el cantón de Beauvoir-sur-Mer fue suprimido el 22 de marzo de 2015 y sus 4 comunas pasaron a formar parte del nuevo cantón de Saint-Jean-de-Monts.